# Invers funktion
I matematikken er en invers funktion simpelthen en funktion der gør det modsatte af en given funktion.

## Notation og definition
Ved hjælp af sammensatte funktioner skal der for den inverse funktion gælde at {\displaystyle f^{-1}} af funktionen {\displaystyle f} er lig x og {\displaystyle f} af funktionen {\displaystyle f^{-1}} er lig x:
{\displaystyle f^{-1}(f(x))=x\,\land f(f^{-1}(x))=x\,}
De to funktioner ophæver således hinanden og kaldes derfor hinandens inverse. Grafisk spejles de to om linjen {\displaystyle y=x}.
Den hævede tekst "-1" i f-1 er ikke en eksponent, men en forkortet skrivning af f∘-1, hvor ∘ er sammensætningsoperatoren ∘. Tilsvarende betyder f ²(x) normalt ikke kvadratet på f(x), men derimod f gjort to gange: f∘2(x), f(f(x)). Undtagelser fra dette er der i trigonometrien, hvor sin²(x) sædvandligvis betyder kvadratet på sin(x). For at vise den inverse funktion bruger man derfor ofte forstavelsen arc. I infinitesimalregningen angiver n i f n typisk den n'te afledte af f.
Et eksempel på en funktion og dens inverse er eksponentialfunktionen og logaritmefunktionen:
{\displaystyle \log _{a}(a^{x})=x\,}
og
{\displaystyle a^{\log _{a}(x)}=x\,}

## Egenskaber
- Når en invers funktion eksisterer er den unik

- {\displaystyle (f^{-1}(x))'={\frac {1}{f'(f^{-1}(x))}}}, for alle reelle x

## Metode
Har man eksempelvis andengradspolynomiet: {\displaystyle y=f(x)=x^{2}+x-2}, vil man kunne finde forskriften for den inverse funktion ved først at ombytte x og y og derefter isolere y:
{\displaystyle x=y^{2}+y-2}
{\displaystyle f^{-1}(x)=y={\frac {1}{2}}(12\pm {\sqrt {9+4x}})}
Der er altså to løsninger, men kun den ene kan anvendes. Det skyldes at spejler man parablen i linjen y=x (for at få den inverse funktion) får man to værdier af y for hver x værdi og det er ikke en funktion. Man må vælge hvilken en af løsningerne man vil bruge. Altså hvilken gren af parablen man vil bruge. Parablen her bliver skåret i to dele af parablens toppunkt.
Tænker man sig som eksempel et trediegradspolynomium kan man få op til tre dele. Hver del modsvarer et stykke af funktionen. Funktionens graf deles op af eventuelle ekstrema.